# Пандо (дерево)

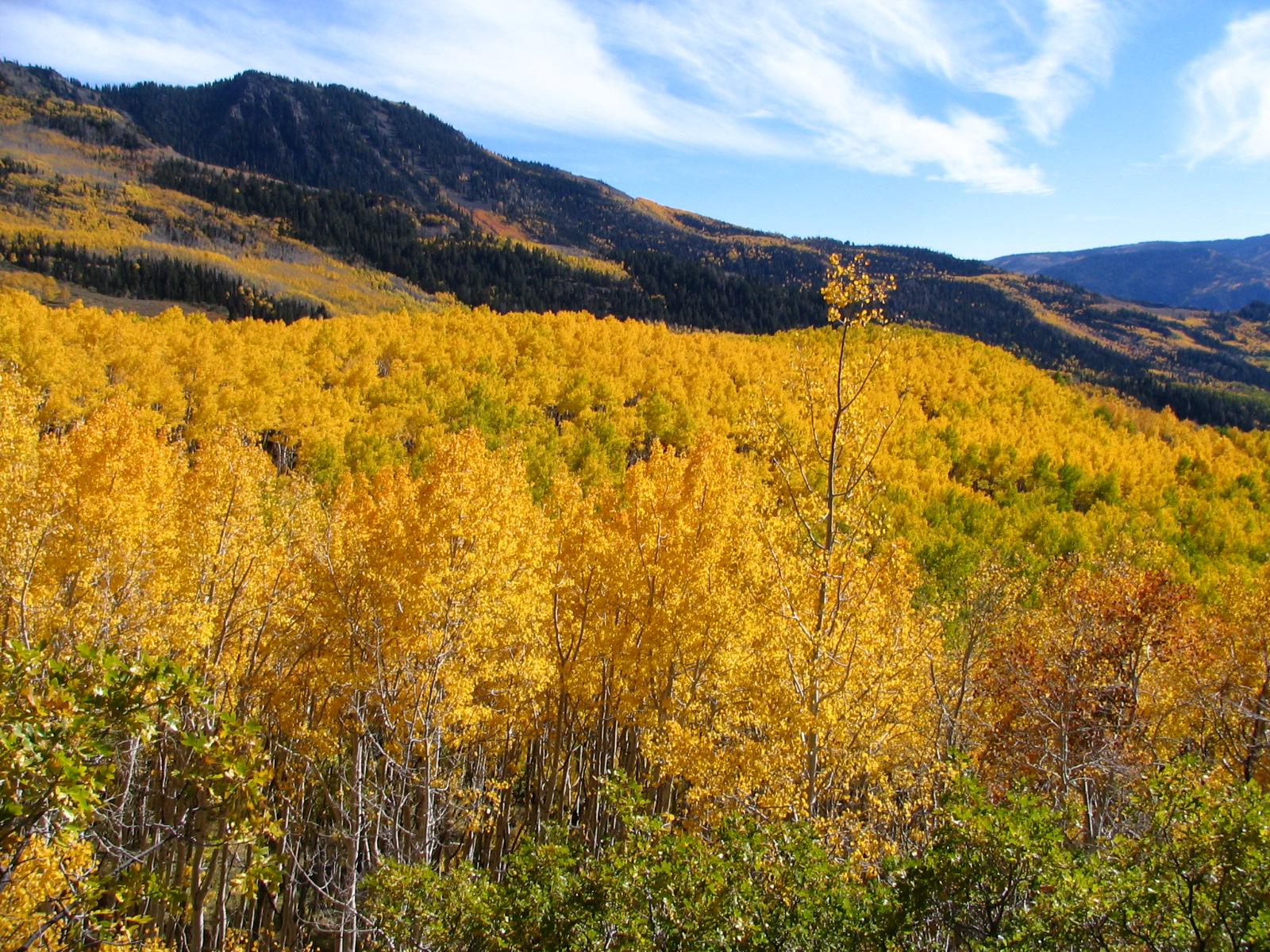
Роща Пандо в Фишлейк (национальный лес)

Пандо (англ. Pando, от лат. pando — я распространяюсь, известно также под названием «Трепещущий гигант», англ. The Trembling Giant) — клональная колония тополя осинообразного (лат. Populus tremuloides), расположенная в штате Юта (США). Колония была обнаружена в 1968 году Бёртоном Барнсом, который заметил одинаковое поведение входящих в неё деревьев.
Пандо считается единым живым организмом на основании идентичных генетических маркеров и общей корневой системы. Клональная колония охватывает площадь, равную 43 га, масса растения оценивается в 6000 тонн, что делает его самым тяжёлым известным организмом. Возраст зарождения оценивается в 80 тысяч лет.
Поскольку вид двудомный, и дерево представляет собой единственный мужской экземпляр, размножающийся корневыми отпрысками, принимаются меры к его охране от оленей, поедающих листья и побеги.